# Carmelo Anthony
Carmelo Kiyan Anthony (ur. 29 maja 1984 w Nowym Jorku) – amerykański koszykarz, który występował na pozycji niskiego skrzydłowego, 3-krotny mistrz olimpijski, otrzymał tytuł najlepszego koszykarza kadry USA w 2006.

## Dzieciństwo
Carmelo Anthony urodził się w nowojorskiej dzielnicy Brooklyn. Jego ojciec był Portorykańczykiem, a matka Afroamerykanką. Ojciec Carmelo umarł na raka, kiedy syn miał 3 lata. Anthony ma także dwóch braci, Roberta i Wilforda, siostrę Michelle oraz przyrodnią siostrę Daphne. W 1992 przeprowadził się do Baltimore, gdzie rozpoczął swoją koszykarską karierę.
W 2002 wystąpił w meczu gwiazd amerykańskich szkół średnich - McDonald’s All-American.

## College
Carmelo Anthony rozegrał jeden sezon w NCAA w drużynie Syracuse Orange, doprowadzając ich po raz pierwszy w historii do mistrzostwa. Osiągnął imponującą średnią 22,2 punktów, 10 zbiórek oraz 36,4 minut na mecz. Znakomitą formę udokumentował podczas turnieju Final Four, kiedy w półfinale rzucił 33 punkty w meczu z Texas Longhorns. W zwycięskim finale turnieju przeciwko uniwersytetowi Kansas Jayhawks Anthony zdobył 20 punktów, miał 10 zbiórek oraz 7 asyst. „Melo” miał spędzić jeszcze sezon w college'u, jednak po rozmowach z trenerem Jimem Boeheimem zdecydował się na wzięcie udziału w drafcie NBA, gdzie z 3. numerem trafił do Denver Nuggets.
W dniu 23 lutego 2013 Uniwersytet Syracuse postanowił uczcić jednego z najlepszych zawodników w swojej historii. Podczas ceremonii w przerwie meczu Syracuse Orange z Georgetown Hoyas, koszulka z numerem 15 którą nosił została zastrzeżona i zawisła pod dachem hali Carrier Dome obok baneru mistrzowskiego z 2003.

## Kariera w NBA

### Denver Nuggets

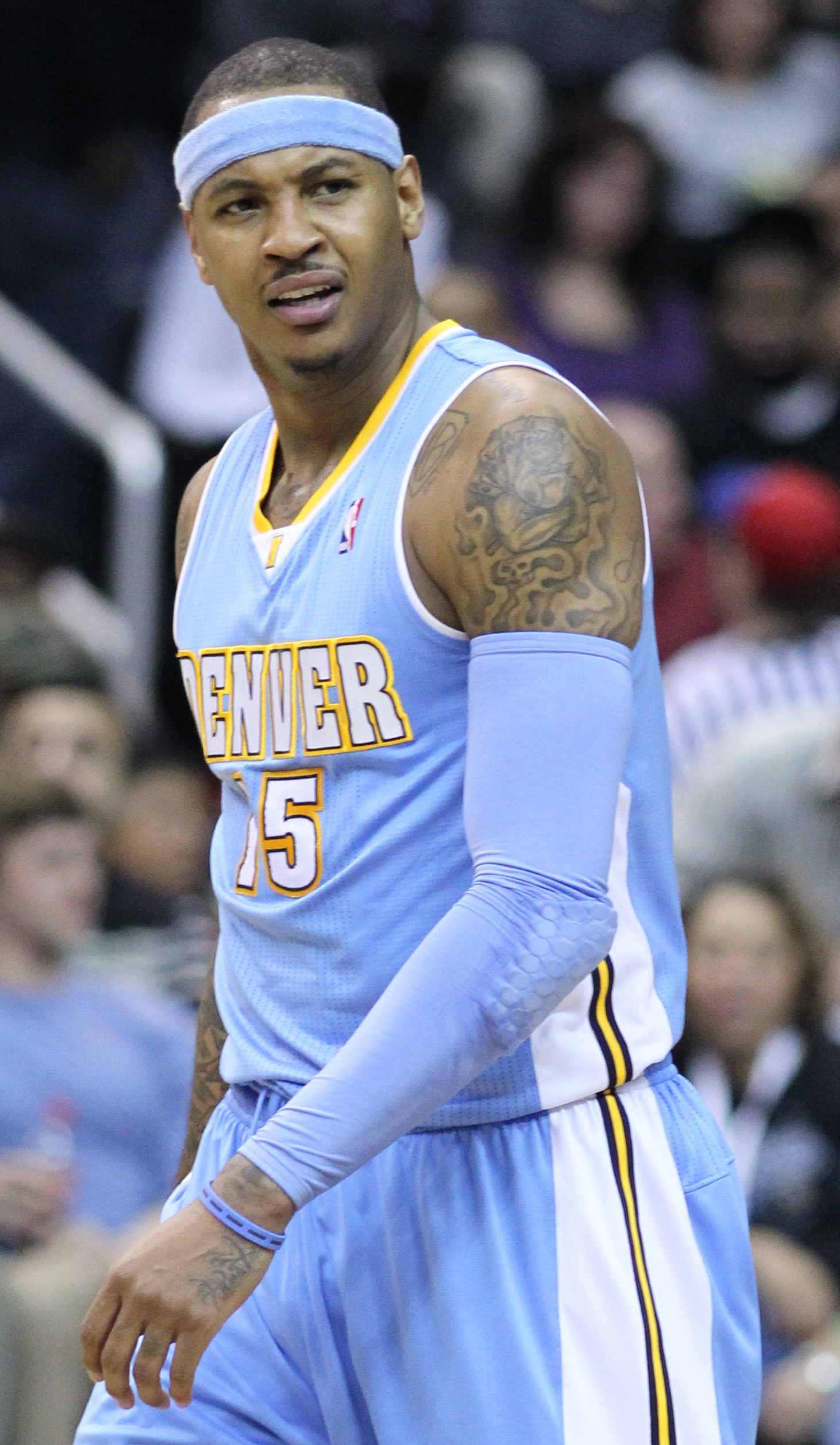
Carmelo Anthony jako zawodnik Denver Nuggets.

#### Sezon debiutancki
Kariera Anthony’ego w NBA rozpoczęła się 26 czerwca 2003, kiedy to został wybrany w pierwszej turze (3. ogółem) w 2003 w drafcie NBA przez Denver Nuggets. Został wybrany za LeBronem Jamesem (ogółem 1, Cleveland Cavaliers) i Darko Miličiciem (ogółem 2, Detroit Pistons).
Swój debiutancki sezon regularny w NBA zaczął 29 października 2003, w wygranym 80-72 meczu przeciwko San Antonio Spurs. Anthony zakończył pojedynek z 12 punktami, 7 zbiórkami i 3 asystami. W zaledwie szóstym meczu w karierze gry w NBA (7 listopada z Los Angeles Clippers), Anthony zdobył 30 punktów i stał się drugim najmłodszym graczem w historii NBA, który zdobył 30 lub więcej punktów (19 lat, 151 dni, Kobe Bryant był jeszcze młodszy). 9 lutego 2004, w meczu z Memphis Grizzlies, Anthony stał się trzecim najmłodszym graczem który przekroczył liczbę 1000 rzuconych punktów w historii NBA.
13 lutego 2004 brał udział w Rookie Challenge podczas NBA All-Star Weekend. 30 marca 2004, zdobył 41 punktów przeciwko Seattle SuperSonics czym ustanowił rekord Denver Nuggets pod względem zdobytych punktów przez debiutanta. Stał się drugim najmłodszym zawodnikiem (19 lat, 305 dni), który zdobył co najmniej 40 punktów w meczu w historii NBA. Anthony stał się czwartym graczem w historii NBA, który zdobył wszystkie sześć nagród Rookie of the Month w sezonie (pozostali to David Robinson, Tim Duncan i LeBron James). Anthony średnio rzucał 21 punktów na mecz w sezonie i zajął drugie miejsce w walce o tytuł najlepszego debiutanta sezonu. Wyprzedził go tylko LeBron James.
Zespół Denver Nuggets z Anthonym w składzie zakończył sezon zasadniczy z bilansem 43-39, tym samym zakwalifikował się do play-off. Denver w pierwszym meczu zmierzyli się z drużyną Minnesota Timberwolves. Anthony zdobył w nim 19 punktów, 6 zbiórek i 3 asysty. Timberwolves wyeliminowali Nuggets w pięciu meczach.

#### Sezon 2004/2005
W drugim sezonie Anthony rozegrał wszystkie 82 mecze dla Denver Nuggets. Zdobywał średnio 20,8 punktu na mecz, dzięki czemu zajął 19. miejsce w klasyfikacji strzelców. 4 grudnia 2004 w pojedynku z Miami Heat Anthony stał się trzecim najmłodszym graczem w historii NBA, który osiągnął 2000 punktów w karierze. Tylko LeBron James i Kobe Bryant byli od niego młodsi w tym wyczynie. Anthony grał ponownie w Rookie Challenge, tym razem jako drugoroczniak. Anthony w meczu z zawodnikami pierwszego roku zdobył 31 punktów (miał także 2 asysty i 2 przechwyty), wynik ten dał mu statuetkę MVP tego spotkania. Przy pomocy Anthony’ego, Nuggets poprawili rekord sezonu i z bilansem 49-33 zakończyli sezon zasadniczy na siódmym miejscu w Konferencji Zachodniej. Denver w pierwszej rundzie mierzyli się z San Antonio Spurs. Wygrali pierwszy mecz 93-87. Jednakże Spurs zdołali pokonać Denver czterokrotnie z rzędu, eliminując ich z play-offs.

#### Sezon 2005/2006
Anthony w sezonie 2005/2006 rozegrał 80 meczów, zdobywając średnio 26,5 punktu (8. miejsce w NBA), 2,7 zbiórki, 4,9 asysty i 1,1 przechwytu na mecz. Zdobywając 8. miejsce w klasyfikacji najlepszych strzelców został najwyżej sklasyfikowanym graczem Denver od sezonu 1990/91, kiedy to Michael Adams zakończył sezon na szóstej pozycji. 3 listopada 2005, Nuggets podejmowali Detroit Pistons. W tym meczu Anthony przekroczył liczbę 1000 zbiórek w karierze. Miesiąc później zdobył 45 punktów w meczu przeciwko Philadelphia 76ers. 17 marca 2006 w meczu z Memphis Grizzlies zdobył 33 punkty i tym samym przekroczył liczbę 5000 punktów rzuconych w karierze. W ten sposób stał się drugim najmłodszym graczem, który tego dokonał (za LeBronem Jamesem). W trakcie sezonu Anthony zaliczył pięć rzutów które w ostatnich 5 sekundach meczu dawały jego drużynie zwycięstwo, w Houston w dniu 8 stycznia 2006, u siebie w meczu z Phoenix Suns 10 stycznia, z Minnesotą 24 lutego, z Indiana Pacers 15 marca oraz z Los Angeles Lakers 6 kwietnia. We wszystkich tych meczach Anthony zdobył punkty z gry, a w spotkaniu z Minnesotą był to rzut za 3 punkty. Po sezonie został wybrany do All-NBA Third Team, obok Shawna Mariona z Phoenix Suns, Yao Minga z Houston Rockets, Allena Iversona z Philadelphia 76ers i Gilberta Arenasa z Washington Wizards.
Nuggets zakończyli sezon na trzecim miejscu w konferencji zachodniej, zwyciężając w Northwest Division po raz pierwszy w karierze Anthony’ego. W pierwszej rundzie mierzyli się z Los Angeles Clippers. Clippers wygrali dwa pierwsze mecze u siebie, Nuggets u siebie zdołali raz przegrać i raz wygrać. Ostatni mecz w Los Angeles okazał się decydujący, zespół z Denver przegrał żegnając się z play-offami. Po sezonie Anthony podpisał 5-letni kontrakt w wysokości 80 milionów dolarów.

#### Sezon 2006/2007
W ósmym meczu w sezonie (117-109 zwycięstwo przeciwko Toronto Raptors) Anthony po raz szósty z rzędu zdołał osiągnąć liczbę 30 punktów, poprawiając tym samym rekord Alexa Englisha z sezonu 1982/1983. Alex English był świadkiem bicia rekordu, ponieważ był wtedy asystentem trenera w zespole z Toronto. Anthony mógł jeszcze ten rekord poprawić, lecz w meczu numer dziewięć wygranym z Chicago Bulls 113-109, rzucił 29 punktów. Po zwycięstwie z Bykami Anthony mógł ponownie poprawić rekord, znowu w sześciu meczów z rzędu rzucił 30 punktów i więcej, jednak w meczu z Atlanta Hawks, przegranym 98-96, rzucił 24 punkty. Podczas meczu w Madison Square Garden 16 grudnia Anthony był jednym z wielu zawodników biorących udział w bijatyce pomiędzy graczami New York Knicks i Denver Nuggets. W efekcie został zawieszony na 15 meczów przez komisarza NBA Davida Sterna. Wkrótce Denver Nuggets pozyskało jednego z najlepszych rozgrywających, Allena Iversona, który w połączeniu z Anthonym miał stworzyć duet, który poprowadzi Nuggets do sukcesów. Po raz pierwszy obok siebie zagrali po zakończeniu kary Anthony’ego 22 stycznia przeciwko Memphis Grizzlies. Anthony rzucił w tym meczu 28 punktów, a wspólnie z Iversonem mieli 51 punktów.
2 lutego 2007 r., Anthony i J.R. Smith, kolega z drużyny, brali udział w niewielkich wypadku samochodowym. Żaden z graczy nie został ranny w kolizji. Jedyną informacją, wydaną przez zespół było to, że Smith prowadził samochód należący do Anthony’ego. Trzy dni później, Anthony zdobył swój pierwszy w karierze triple-double z 31 punktami, 10 zbiórkami i 10 asystami, w przegranym 113-108 meczu z Phoenix Suns. Anthony początkowo miał nie zagrać w meczu All-Star, lecz po kontuzjach Yao Minga i Carlosa Boozera, komisarz NBA David Stern zdecydował dowołać Anthony’ego jako zmiennika razem z Joshem Howardem. Anthony zdobył 20 punktów i 9 zbiórek w swoim debiucie w All-Star. Był pierwszym zawodnikiem Denver w All-Star od 2001, kiedy to zagrał Antonio McDyess.
Anthony trzykrotnie uzyskiwał tytuł gracza tygodnia (od 20 do 26 listopada, od 2 listopada do 3 grudnia i od 5 do 11 lutego). Zakończył sezon jako drugi najlepszy strzelec (wyprzedził go jedynie Kobe Bryant). Miał średnia 28,9 punktu na mecz, oraz 6 zbiórek, 3,8 asysty, 1,2 przechwytu. Został wybrany do All-NBA Third Team drugi rok w rzędu wraz z Dwyane’em Wade’em z Miami Heat, Chauncey Billupsem z Detroit Pistons, Kevinem Garnettem z Minnesota Timberwolves i Dwightem Howardem z Orlando Magic. Po raz drugi w ciągu trzech lat, Anthony i Nuggets trafili w pierwszej rundzie play off, na San Antonio Spurs. Historia powtórzyła się z 2005, gdzie to Denver wygrali pierwszy mecz, lecz przegrali cztery następne odpadając z play-off. W serii przeciwko Spurs, Anthony średnio rzucał 26,8 punktów, miał 8,6 zbiórek, 1,2 asysty i 1 przechwyt.

#### Sezon 2007/2008
24 stycznia 2008, Anthony został wybrany po raz drugi z rzędu do meczu gwiazd. W głosowaniu kibiców zdobył pierwsze miejsce wśród skrzydłowych konferencji zachodniej (1 723 701 głosów), a drugie pośród wszystkich zawodników bez podziału na konferencje (pierwszy był Kobe Bryant z ilością 2 004 940 głosów).
8 lutego Anthony zdobył 49 punktów w wygranym 111-100 meczu z Washington Wizards. Miał w tym meczu skuteczność rzutów z gry na poziomie 76.0%. Trafił 19 rzutów na 25 prób, co było drugim najlepszym wynikiem w ciągu poprzedzających 13 lat wśród zawodników którzy oddali 25 lub więcej rzutów - pierwszy tego dokonał Kobe Bryant, który osiągnął skuteczność wynoszącą 76,9% (20 celnych na 26 prób w zwycięskim meczu 99-94 nad Houston Rockets, 21 grudnia 2000).
27 marca w wygranym pojedynku z Dallas Mavericks, Anthony przekroczył liczbę 9000 rzuconych punktów. Zagrał w 77 grach w sezonie regularnym, kończąc jako czwarty najlepszy strzelec ligi ze średnią 25,7 punktu na mecz, osiągnął także wynik 7,4 zbiorki na mecz, 1,3 przechwytu, miał 0,5 bloku na mecz, oraz średnio 3,4 asysty na mecz, co było jego drugim najlepszym wynikiem w karierze.
Denver Nuggets zakończyli sezon 2007/2008 z bilansem 50 zwycięstw i 32 porażek (był to trzeci najlepszy wynik w historii Denver od czasu przyłączenia się klubu do NBA w 1976). Był to sezon, w którym po raz pierwszy od 1987/88 Nuggets zdołali zakończyć sezon z najmniej 50 zwycięstwami. Drużyna Carmelo uplasowała się na 8. miejscu w Western Conference. W play-offs w 2008 Denver po raz kolejny nie mieli szczęścia co do swojego pierwszego przeciwnika w pierwszej rundzie. Trafili na corocznego faworyta do sukcesu Los Angeles Lakers (z bilansem 57-25). Denver nie zdołali wygrać ani jednego meczu, przegrywając rywalizację 4-0. W tej serii Anthony zdobywał średnio 22,5 punktu, 9,5 zbiórki (najlepszy wynik w karierze zawodnika), 2 asysty oraz 0,5 przechwytu.

#### Sezon 2008/2009
Sezon 2008/2009 rozpoczął się od wymiany Allena Iversona na Chauncey Billupsa z Detroit Pistons. W dniu 10 grudnia 2008 w wygranym 116-105 meczu z Minnesota Timberwolves, Anthony wyrównał rekord George’a Gervina w ilości punktów rzuconych w jednej kwarcie, zdobywając 33 w trzeciej odsłonie meczu. Mecz zakończył z wynikiem 45 punktów, 11 zbiórek, 3 asyst i 4 przechwytów. 5 stycznia 2009 Anthony złamał kość w dłoni w meczu z Indiana Pacers. Uraz był na tyle poważny, że zawodnik musiał poddać się operacji. Jego powrót był szacowany za trzy, cztery tygodnie. Wrócił 30 stycznia 2009 na mecz z Charlotte Bobcats, w którym zdobył 19 punktów.
Nuggtes wygrało Northwest Division i było drugie w Konferencji Zachodniej, kończąc sezon z wynikiem 54-28. Anthony średnio zdobywał 22,8 punktu (miał 37% skuteczności rzutów za 3 punkty). Po pięciu porażkach z rzędu (2004-2008) w pierwszej rundzie play-off, Denver wreszcie zdołali sprostać New Orleans Hornets, przechodząc do drugiej rundy. W ostatnim meczu z Hornets Melo rzucił 34 punkty i miał 4 przechwyty, po tym meczu Carmelo mówił: „W końcu się udało ... 5 lat czekaliśmy na pokonanie naszego pierwszego rywala w play-off, teraz gramy dalej, to wspaniałe uczucie.” Denver pokonali New Orleans w pięciu meczach. W drugiej rundzie ich przeciwnikiem byli Dallas Mavericks. Denver pokonali drużynę z Dallas 4-1. Wiele emocji wzbudził mecz numer 3, Anthony na ostatnie sekundy przed kończącą mecz syreną, oddał rzut za 3 punkty, który dał zwycięstwo drużynie Melo 2 punktami (103-105). Denver awansowali do finału konferencji, jednak nie zdołali pokonać Los Angeles Lakers, przegrali 4-2. W całych play-off Anthony rozegrał 16 meczów, zdobywając średnio 27,2 punktu, 5,8 zbiórki, 4,1 asysty i 1,8 przechwytu na mecz.

#### Sezon 2009/2010
W dwóch pierwszych meczach sezonu 2009/10, Anthony zdobył łącznie 71 punktów, z czego 30 w meczu otwierającym rozgrywki przeciwko Utah Jazz i 41 w spotkaniu z Portland Trail Blazers. Dzięki temu został dopiero trzecim zawodnikiem w historii Denver Nuggets, który rozpoczął sezon od zdobycia 70 punktów w dwóch pierwszych meczach. Pozostali to Nick Van Exel i Alex English. W trzecim meczu sezonu zdobył 42 punkty przeciwko Memphis Grizzlies, dzięki czemu został pierwszym zawodnikiem Nuggets od czasu Michaela Adamsa, który zdobył 40 punktów w dwóch kolejnych meczach. Dzięki tak dobrej grze Anthony otrzymał nagrodę dla najlepszego zawodnika miesiąca konferencji zachodniej w listopadzie, prowadząc Nuggets do wyniku 12-5 w meczach.
W piętnastym meczu sezonu przeciwko Minnesota Timberwolves Anthony zdobył 22 punkty, dzięki czemu miał na koncie kolejnych 15 spotkań z dorobkiem minimum 20 punktów w każdym z nich. Pobił w ten sposób rekord Alexa Englisha, który takich meczów zagrał 14 z rzędu. Dwa dni później Anthony pobił rekord życiowy, zdobywając 50 punktów przeciwko New York Knicks. Grający z nim Chauncey Billups zdobył 32 punkty, dzięki czemu obaj stali się dopiero trzecim duetem w historii NBA, który zdobył 50 i 30 punktów w jednym meczu.
21 stycznia 2010 został wybrany do pierwszej piątki meczu gwiazd NBA, zdobywając najwięcej głosów pośród skrzydłowych w konferencji zachodniej. W spotkaniu zdobył 27 punktów i zebrał 10 piłek.
W pierwszym meczu po przerwie na weekend gwiazd, Nuggets zagrali wyjazdowy mecz z Cleveland Cavaliers. Nuggets wygrali ten mecz pomimo triple-double LeBrona Jamesa (43 punkty, 13 zbiórek, 15 asyst). Anthony zdobył 40 punktów, zebrał 6 piłek i rozdał 7 asyst, trafiając zwycięski rzut w dogrywce na 1,9 sekundy przed jej końcem. Nuggets zakończyli rozgrywki z bilansem 53-28, wygrywając Northwest Dicision drugi rok z rzędu. W play-off spotkali się z Utah Jazz. W pierwszym meczu rywalizacji Anthony zdobył najlepsze w swojej karierze w play-off 42 punkty, wyrównując jednocześnie najlepszy wynik w historii Nuggets należący do Alexa Englisha. Nuggets przegrali serię 2-4, a Anthony zdobywał w niej średnio 30,7 punktu, 8,5 zbiórki, 3,2 asysty i 2 przechwyty na mecz.

#### Sezon 2010/2011
Sezon 2010-11 rozpoczął się od spekulacji, jakoby Anthony zażądał wymiany. Przed rozgrywkami odrzucił bowiem propozycję przedłużenia kontraktu, którą mu złożyli Denver Nuggets. Zespołami, w których chciał grać miały być New York Knicks, New Jersey Nets, Houston Rockets i Atlanta Hawks. Jego żądania nie zostały jednak spełnione i rozgrywki rozpoczął w dotychczasowej drużynie. 15 listopada w spotkaniu z Phoenix Suns pierwszy raz w karierze zakończył mecz z minimum 20 punktami i zbiórkami. 22 zbiórki były dla niego najlepszym występem pod tym względem w karierze. 26 listopada w meczu z Chicago Bulls trafił rzut dający zwycięstwo jego drużynie w ostatniej akcji spotkania. W grudniu opuścił 5 spotkań z powodu śmierci siostry - Michelle. Do gry wrócił w meczu przeciwko Sacramento Kings, rozegranym 1 stycznia 2011.

### New York Knicks

#### Sezon 2010/2011
22 lutego 2011 Anthony razem z Chauncey Billupsem został wymieniony do New York Knicks w wymianie obejmującej 12 zawodników, w której poza Nuggets i Knicks uczestniczyła też Minnesota Timberwolves. W nowych barwach zadebiutował 23 lutego w wygranym 114:108 meczu przeciwko Milwaukee Bucks. Zdobył w nim 27 punktów, miał 10 zbiórek i 1 asystę. New York Knicks zakwalifikowali się do play-off z szóstego miejsca w konferencji wschodniej i spotkali się w pierwszej rundzie z Boston Celtics. Z powodu kontuzji Amar’e Stoudemire'a i Chauncey Billupsa nie mogli stawić wyraźnego oporu rywalom, przegrywając wszystkie 4 mecze. W drugim spotkaniu serii Anthony wyrównał rekord kariery w play-off, zdobywając 42 punkty. Dołożył do tego 17 zbiórek i 6 asyst.

#### Sezon 2011/2012
W rozgrywkach 2011-12 New York Knicks mieli problemy z kontuzjami. Sam Anthony opuścił aż 11 spotkań, podczas których wybuchł talent Jeremy’ego Lina. Pomimo jego świetnej gry, Knicks w połowie sezonu mieli bilans 18-24 i do dymisji podał się ich trener Mike D’Antoni. Media spekulowały, że Anthony miał być tym, który walczył o rozstanie z trenerem. Nowym szkoleniowcem został dotychczasowy asystent D’Antoniego, Mike Woodson. Od tego momentu gra Anthony’ego zdecydowanie się poprawiła. 8 kwietnia 2012 w spotkaniu z Chicago Bulls rozegrał najlepszy mecz w nowych barwach. Zdobył 43 punkty i trafił dwa kluczowe rzuty za trzy punkty, pieczętujące wygraną 100:99. Z nowym trenem Knicks osiągnęli bilans 18-6 do końca sezonu. Anthony w rozgrywkach zasadniczych zdobywał średnio 22,6 punktu, 6,3 zbiórki, 3,6 asysty i 1,1 przechwytu na mecz. Za te osiągnięcia został wybrany do trzeciej najlepszej piątki ligi.
Do play-off Knicks weszli z siódmego miejsca i trafili na Miami Heat. Kolejny raz dopadły ich jednak kontuzje. Iman Shumpert zerwał więzadło krzyżowe w kolanie w meczu numer 1, Amar’e Stoudemire doznał kontuzji ręki po uderzeniu w gaśnicę, która go wykluczyła z udziału w trzecim meczu, a Baron Davis w czwartym meczu zerwał ścięgna rzepki. Z kolei Jeremy Lin zerwał więzadła przednie w kolanie jeszcze w końcówce sezonu regularnego. Pomimo tych wszystkich urazów, Knicks udało się wygrać pierwszy mecz w fazie play-off od 2001. Anthony zdobył w nim 41 punktów. Knicks przegrali rywalizację z Miami Heat 1-4.

#### Sezon 2012/2013
Nowy sezon Anthony rozpoczął od poprowadzenia New York Knicks do sześciu kolejnych zwycięstw. Pomiędzy 16 listopada 2012 a 1 lutego 2013 zagrał 31 kolejnych meczów, w których rzucał po co najmniej 20 punktów, bijąc w ten sposób rekord klubowy Richiego Guerina. 3 grudnia 2012 został wybrany najlepszym graczem tygodnia w konferencji wschodniej. W czterech rozegranych meczach zdobywał średnio 29,5 punktu, 8 zbiórek i 1,3 bloku na mecz. Podobnego zaszczytu dostąpił ponownie 7 stycznia. Tym razem w trzech rozegranych spotkaniach zdobywał średnio 36 punktów, 7 zbiórek oraz 4,3 asysty na mecz. 9 stycznia 2013 został zawieszony na 1 mecz z powodu sprzeczki z Kevinem Garnettem z Boston Celtics.
17 stycznia 2013 liga ogłosiła, że Anthony został wybrany do pierwszej piątki konferencji wschodniej meczu gwiazd. Zdobył w nim 26 punktów i zebrał 12 piłek. 2 kwietnia 2013 w spotkaniu przeciwko Miami Heat wyrównał rekord kariery, zdobywając 50 punktów. W dwóch kolejnych spotkaniach, przeciwko Atlanta Hawks i Milwaukee Bucks przekraczał granicę 40 zdobytych punktów. Dzięki temu wyrównał rekord New York Knicks należący do Bernarda Kinga, który miał identyczną serię w 1984.

#### Sezon 2013/2014
Na początku rozgrywek 2013/14, Knicks zanotowali serię 9 porażek z rzędu i weszli w sezon z bilansem 3-13. Pomimo tak słabej gry całego zespołu, Anthony grał bardzo dobrze, notując w tym czasie średnio 26,3 punktu, 9,9 zbiórki i 1,1 przechwytu na mecz, zanotował dziewięciokrotnie double-double, w tym w czterech kolejnych meczach przeciwko Indiana Pacers, Washington Wizards, Portland Trail Blazers i Los Angeles Clippers.
13 stycznia 2013 został wybrany najlepszym zawodnikiem tygodnia w konferencji wschodniej za grę pomiędzy 6 a 12 stycznia, prowadząc Knicks do bilansu 3-0. 24 stycznia ustanowił nowy rekord kariery pod względem punktów, pobił jednocześnie rekord zespołu, a także hali Madison Square Garden, rzucając 62 punkty przeciwko Charlotte Bobcats. Dodał do tego 13 zbiórek i nie popełnił żadnej straty.
30 stycznia 2014, w wygranej z Cleveland Cavaliers został 50. graczem w historii ligi, który zdobył 19 000 punktów. Dokonał tego mając 29 lat i 246 dni. Na liście wszech czasów tylko czterej gracze dokonali tego wcześniej od niego: LeBron James, Kobe Bryant, Michael Jordan i Wilt Chamberlain.
5 lutego 2014 został wybrany najlepszym zawodnikiem stycznia w konferencji wschodniej. Był wtedy najlepszym strzelcem na wschodzie ze średnią 28,7 punktu, zajął też 9. miejsce w zbiórkach (9 na mecz) i trzecie pod względem minut (37,7 na mecz). Poprowadził Knicks do bilansu 10-6 w tym czasie. 16 lutego 2014 zagrał w swoim siódmym meczu gwiazd. Zdobył 30 punktów i pobił rekord meczu gwiazd, trafiając 8 rzutów za 3 punkty. Pobił o dwa trafienia rekord należący poprzednio do LeBrona Jamesa i Marka Price’a. 10 marca 2014 zdobył drugą w tym sezonie nagrodę dla najlepszego zawodnika tygodnia. Poprowadził wtedy Knicks do bilansu 3-1, notując 29 punktów, 5,3 zbiórki i 4,8 asysty na mecz.
Po zakończeniu sezonu bardzo często pojawiały się plotki odnośnie do przyszłości Anthony’ego, który mógł w czerwcu odstąpić od ostatniego roku kontraktu. Ostatecznie 23 czerwca 2014 zdecydował się zrezygnować z automatycznego przedłużenia umowy o rok i został wolnym agentem. 13 lipca podpisał nowy, pięcioletni kontrakt z Knicks.
25 września 2017 trafił do Oklahomy City Thunder w zamian za Douga McDermotta, Enesa Kantera oraz wybór II rundy draftu 2018.
25 lipca 2018 został wymieniony do Atlanty Hawks w ramach transakcji z udziałem trzech zespołów. 30 lipca został zwolniony. 13 sierpnia dołączył do Houston Rockets. 15 listopada został zwolniony.
22 stycznia 2019 został wytransferowany wraz z prawami draftu do Jona Dieblera i zobowiązaniami gotówkowymi do Chicago Bulls w zamian za prawa do Tadiji Dragićevicia. 1 lutego 2019 został zwolniony.
19 listopada 2019 został zatrudniony przez Portland Trail Blazers. Zadebiutował tego samego dnia.
6 sierpnia 2021 dołączył do Los Angeles Lakers. 22 maja 2023 ogłosił zakończenie zawodniczej kariery.

## Kariera reprezentacyjna
Anthony był członkiem reprezentacji USA juniorów od 2002. Był członkiem drużyny juniorskiej, która zdobyła brązowy w 2002 na Mistrzostwa Świata Juniorów odbywających się w La Asuncion, w Wenezueli. W turnieju zdobywał średnio 15,6 punktu na mecz, oraz miał 6,2 zbiórki, co było najlepszym wynikiem w turnieju. Anthony miał 15 punktów i 9 zbiórek w pierwszym, zwycięskim meczu z Dominikaną. Zdobył 21 punktów w ciągu 21 minut w drugim meczu z Meksykiem, mecz zakończył się zwycięstwem USA. W wygranym meczu z Argentyną 75-73, rzucił 23 punkty. W meczu półfinałowym z Wenezuelą, Anthony miał 13 punktów i 10 zbiórek. W meczu o brąz zespół Stanów Zjednoczonych po raz drugi pokonał reprezentację Argentyny, tym razem 71-65.
Po swoim debiutanckim sezonie w Denver Nuggets, Anthony został wybrany do reprezentacji olimpijskiej w 2004. Reprezentacja USA zdobyła na turnieju w Atenach brązowy medal. Sam zawodnik zdobywał średnio 2,4 punktu na mecz i 1,6 zbiórki. W 2006 Carmelo został mianowany na kapitana reprezentacji i wraz z LeBronem Jamesem i Dwyane’em Wade’em mieli poprowadzić USA do sukcesów na Mistrzostwach Świata w koszykówce mężczyzn w 2006. Zespół zdobył brązowy medal. 23 sierpnia 2006, Anthony ustanowił rekord w reprezentacji Stanów rzucając 35 punktów przeciwko Włochom, eliminując ich tym samym z turnieju. Poprzednim rekordzistą był Kenny Anderson ze swoimi 34 punktami w 1990. Anthony został wybrany do najlepszej piątki turnieju, odnotowując średnio w statystykach 19,9 punktu, 3,7 zbiórki i 1,6 asysty.
Anthony był również członkiem drużyny grającej w Mistrzostwach Ameryki w 2007, które były turniejem kwalifikacyjnym do igrzysk w Pekinie rozgrywanych rok później. Zespół z Melo w składzie nie doznał żadnej porażki (bilans 10-0). Anthony zakończył turniej jako drugi najlepszy strzelec ze średnią 21,2 punktu na mecz, wyprzedził go jedynie Leandro Barbosa z Brazylii. Anthony również notował w tym turnieju 5,2 zbiórki na mecz i 1,4 asysty. Poprawił również rekord strzelecki Allena Iversona w turnieju kwalifikacyjnym, zdobywając 28 punktów. Jego wynik pobił później LeBron James, który w meczu z Argentyną rzucił 31 punktów.
Anthony zagrał także Letnich Igrzyskach Olimpijskich 2008 w Pekinie, wraz z LeBronem Jamesem, Kobe Bryantem, Dwyane’em Wade’em i Jasonem Kiddem, gdzie zdobył złoty medal. Zespół amerykański miażdżył rywali wygrywając z nimi średnio różnicą 32,2 punktów. W finale Stany Zjednoczone mierzyły się z mistrzem świata 2006 - reprezentacją Hiszpanii. Anthony w wygranym meczu finałowym rzucił 13 punktów. Anthony średnio w turnieju rzucał 11,5 punktu na mecz, 4,3 zbiorki na mecz i 1 przechwyt.
Do kadry USA trafił ponownie w 2012 na igrzyska olimpijskie w Londynie. Był to dla niego trzeci taki turniej z rzędu, czym wyrównał osiągnięcie LeBrona Jamesa i Davida Robinsona. W turnieju rozegrał wszystkie 8 spotkań, jako pierwszy rezerwowy. Zdobywał średnio 16,3 punktu, 4,8 zbiórki, 1,3 asysty i 0,5 przechwytu na mecz. W wygranym 156:73 meczu z Nigerią trafił 10 na 12 prób rzutów za 3 punkty, dzięki czemu zdobył 37 punktów w całym meczu. Wszystkie trzy osiągnięcia od tego momentu są rekordami reprezentacji USA. W finale Amerykanie wygrali z Hiszpanią 107:100.

## Profil zawodnika
Anthony gra na pozycji small forward, choć może też grać jako power forward. Anthony jest świetnym rzucającym. Jest uznawany za jednego z najlepszych gracz wpływających na ostateczne wyniki swojej drużyny (w sezonie 2005/2006 w aż 5 meczach zdecydował o wyniku swojej drużyny rzucając celnie w ostatnich sekundach meczu). Mimo że jest wyborowym strzelcem, świetnie radzi sobie także ze zbiorkami w czasie meczu, jest krytykowany za swoją grę w defensywie i nigdy nie został wybrany do zespołu najlepszych obrońców ligi.

## Kontrowersje
Od czasu wejścia w NBA Anthony był przedmiotem licznych kontrowersji. W 2004 został oskarżony o posiadanie marihuany znalezionej w jego plecaku. Oskarżenie zostało później wycofane. W tym samym roku Anthony pojawił się w filmie wideo pt. „Snitchin Stop", w którym ostrzegł mieszkańców Baltimore, że gdy ci będą współpracować z policją, zostaną srodze ukarani. Anthony później odciął się od tego filmu wideo. W tym samym roku brał udział w niesławnej bijatyce Knicks-Nuggets podczas meczu w Madison Square Garden. Został wtedy zawieszony na 15 ligowych meczów.
14 kwietnia 2008 roku Anthony został aresztowany pod zarzutem jazdy pod wpływem alkoholu. Został aresztowany i zawieszony na 2 mecze. 24 czerwca 2008 roku Anthony przyznał się do winy i został wtedy skazany na rok pozbawienia wolności w zawieszeniu, musiał poddać się także 24 godzinnym pracom w celach społecznych oraz pokryć koszty sądowe i zapłacić grzywnę.

## Życie prywatne
Anthony ma dwóch braci, Robert i Wilford, siostrę Michelle i przyrodnią siostrę Daphne .Jego matka, Mary to Afroamerykanka, a ojciec pochodził z Puerto Rico. W 2004 Anthony zaręczył się z La Lą Vasquez w Boże Narodzenie. Mają syna, Kiyan Carmelo Anthony, urodzonego 7 marca 2007. Carmelo oraz La La wzięli ślub 10 lipca 2010 w Nowym Jorku. Na ceremonii oraz przyjęciu pojawiło się 320 zaproszonych gości między innymi: Chris Bosh, LeBron James, Chris Paul, Ciara, Venus Williams. Anthony pojawił się w teledysku do piosenki Commona „Be” z albumu Be z 2005. Był na okładkach NCAA March Madness 2004, NBA Live 2005 NBA Street Homecourt. W styczniu 2009, magazyn Colorado Sports Hall of Fame uznał Carmelo jako sportowca roku 2008.

## Tragedia rodzinna
38-letnia Michelle Anthony, siostra Carmelo zmarła 23 grudnia 2010 w Baltimore, osierocając czwórkę dzieci. Oficjalnie przyczyny jej śmierci nie zostały ujawnione, jednak przedstawiciele Denver Nuggets w swoim oświadczeniu wspominają o licznych chorobach Michelle.
To właśnie ze swoją siostrą Carmelo miał najlepszy kontakt. Po każdym rozegranym spotkaniu gwiazdor Denver rozmawiał telefonicznie z Michelle szczegółowo omawiając każde zagranie. – „Będę tęsknił za tymi telefonami. Siostra zawsze mówiła mi co robiłem źle, a co dobrze. Za każdym razem dawała mi odpowiednią wskazówkę, którą starałem się wdrożyć w życie. Cały czas próbuję się z tego otrząsnąć, ale nie mogę ciągle patrzeć w przeszłość. Teraz skupiam się na swojej grze i będę starał się powrócić do dawnej formy, aby zdobyć upragnione mistrzostwo” – zakończył wzruszony Anthony.

## Praca charytatywna
Poza boiskiem, Anthony przekazuje swój czas i pieniądze dla ludzi potrzebujących w Denver i Baltimore. W Denver stworzył, na Boże Narodzenie, „A Very Christmas Melo” pomagając dzieciom mniej zamożnym. W Baltimore, Anthony pomaga w zbiórce funduszy w celu pomocy lokalnego centrum młodzieży. 14 grudnia 2006 Anthony otworzył „Carmelo Anthony Youth Development center", która zbiera fundusze, zajmuje się edukacja i szkoleniem dla ponad 35 tys. dzieci w Baltimore.
Po tsunami spowodowane trzęsieniem ziemi w 2004 na Oceanie Indyjskim, Anthony dokonał wpłaty 35 tys. Dolarów na rzecz pomocy poszkodowanym. Anthony zobowiązał się także wpłacić 3 miliony dolarów na cel budowy nowego obiektu koszykarskiego na Uniwersytecie w Syracuse. Placówka będzie nazywała się „Carmelo K. Anthony Basketball center". W sumie przekazał on 4 miliony i 282 tysiące dolarów na cele charytatywne, co dało mu 8. miejsce na liście największych darowizn w 2006 dane przez gwiazdy i ludzi mediów.

## Osiągnięcia
Stan na 1 grudnia 2021, na podstawie, o ile nie zaznaczono inaczej.
NCAA
- Mistrz:
  - NCAA (2003)[99]
  - sezonu regularnego konferencji Atlantic Coast (ACC – 2003)
- Most Outstanding Player (MOP=MVP) turnieju NCAA (2003)[100]
- Debiutant Roku:
  - NCAA według USBWA (2003)[101]
  - Big East (2003)[102]
- Wybrany do:
  - I składu:
    - Big East (2003)
    - turnieju:
      - Big East (2003)
      - Coaches vs. Classic (2003)

    - debiutantów Big East (2003)
    - NCAA Final Four (2003)[103]

  - II składu All-American (2003)[104]
- Uczelnia zastrzegła należący do niego numer 15

NBA
- Uczestnik:
  - meczu gwiazd NBA (2007[a]–2008, 2010–2015, 2017[b])[107]
  - Rising Stars Challenge (2004, 2005)
- Wybrany do:
  - I składu debiutantów NBA (2004)[108]
  - II składu NBA (2010, 2013)[109]
  - III składu NBA (2006–2007, 2009, 2012)[109]
  - składu najlepszych zawodników w historii NBA z okazji obchodów 75-lecia istnienia ligi (2021)[110]
- MVP spotkania Rookies vs. Sophomores Challenge (2005)[111]
- Lider strzelców NBA (2013)[112]
- Zawodnik
  - miesiąca NBA:
    - konferencji zachodniej (marzec 2006, listopad 2009)
    - konferencji wschodniej (kwiecień 2012, 2013, styczeń 2014)

  - tygodnia NBA:
    - konferencji zachodniej (14.03.2004, 12.04.2004, 19.03.2006, 26.11.2006, 3.12.2006, 11.02.2007, 23.12.2007, 30.03.2008, 2.11.2009, 19.01.2010, 4.04.2011)
    - konferencji wschodniej (11.04.2011, 3.12.2012, 7.01.2013, 8.04.2013, 15.04.2013, 13.01.2014, 10.03.2014)
- 6-krotny debiutant miesiąca konferencji zachodniej NBA (listopad 2003-kwiecień 2004)[113]

Reprezentacja
- Mistrz:
  - olimpijski (2008, 2012, 2016)[114][115][116]
  - Ameryki (2007)[117]
- Brązowy medalista:
  - olimpijski (2004)[118]
  - mistrzostw świata (2006)[119]
  - mistrzostw Ameryki U–19 (2002)[120]
- Atleta Roku - USA Basketball Male Athlete of the Year (2006)[121]
- Zaliczony do I składu mistrzostw świata (2006)

## Rekordy
- Punkty: 62 – przeciwko Charlotte Bobcats
- Zbiórki: 22 – przeciwko Phoenix Suns
- Przechwyty: 5 – 6 razy
- Asysty: 11 – przeciwko Oklahoma City Thunder
- Bloki: 4 – 2 razy
- Minuty: 52 – przeciwko Phoenix Suns

## Statystyki

### NCAA
| Sezon   | Drużyna  | M  | S5 | MPG  | FG%   | 3P%   | FT%   | RPG  | APG | SPG | BPG | PPG  |
| ------- | -------- | -- | -- | ---- | ----- | ----- | ----- | ---- | --- | --- | --- | ---- |
| 2002/03 | Syracuse | 35 | 35 | 36,4 | 45,3% | 33,7% | 70,6% | 10,0 | 2,2 | 1,6 | 0,9 | 22,2 |
| Razem   |          | 35 | 35 | 36,4 | 45,3% | 33,7% | 70,6% | 10,0 | 2,2 | 1,6 | 0,9 | 22,2 |

### NBA
Na podstawie Basketball-Reference.com (ang.)

#### Sezon regularny
| Sezon   | Drużyna       | M    | S5   | MPG  | FG%   | 3P%   | FT%   | RPG | APG | SPG | BPG | PPG  |
| ------- | ------------- | ---- | ---- | ---- | ----- | ----- | ----- | --- | --- | --- | --- | ---- |
| 2003/04 | Denver        | 82   | 82   | 36,5 | 42,6% | 32,2% | 77,7% | 6,1 | 2,8 | 1,2 | 0,5 | 21,0 |
| 2004/05 | Denver        | 75   | 75   | 34,8 | 43,1% | 26,6% | 79,6% | 5,7 | 2,6 | 0,9 | 0,4 | 20,8 |
| 2005/06 | Denver        | 80   | 80   | 36,8 | 48,1% | 24,3% | 80,8% | 4,9 | 2,7 | 1,1 | 0,5 | 26,5 |
| 2006/07 | Denver        | 65   | 65   | 38,2 | 47,6% | 26,8% | 80,8% | 6,0 | 3,8 | 1,2 | 0,4 | 28,9 |
| 2007/08 | Denver        | 77   | 77   | 36,4 | 49,2% | 35,4% | 78,6% | 7,4 | 3,4 | 1,3 | 0,5 | 25,7 |
| 2008/09 | Denver        | 66   | 66   | 34,5 | 44,3% | 37,1% | 79,3% | 6,8 | 3,4 | 1,1 | 0,4 | 22,8 |
| 2009/10 | Denver        | 69   | 69   | 38,2 | 45,8% | 31,6% | 83,0% | 6,6 | 3,2 | 1,3 | 0,4 | 28,2 |
| 2010/11 | Denver        | 50   | 50   | 35,5 | 45,2% | 33,3% | 82,3% | 7,6 | 2,8 | 0,9 | 0,6 | 25,2 |
| 2010/11 | New York      | 27   | 27   | 36,2 | 46,1% | 42,4% | 87,2% | 6,7 | 3,0 | 0,9 | 0,6 | 26,3 |
| 2011/12 | New York      | 55   | 55   | 34,1 | 43,0% | 33,5% | 80,4% | 6,3 | 3,6 | 1,1 | 0,4 | 22,6 |
| 2012/13 | New York      | 67   | 67   | 37,0 | 44,9% | 37,9% | 83,0% | 6,9 | 2,6 | 0,8 | 0,5 | 28,7 |
| 2013/14 | New York      | 77   | 77   | 38,7 | 45,2% | 40,2% | 84,8% | 8,1 | 3,1 | 1,2 | 0,7 | 27,4 |
| 2014/15 | New York      | 40   | 40   | 35,7 | 44,4% | 34,1% | 79,7% | 6,6 | 3,1 | 1,0 | 0,4 | 24,2 |
| 2015/16 | New York      | 72   | 72   | 35,1 | 43,4% | 33,9% | 82,9% | 7,7 | 4,2 | 0,9 | 0,5 | 21,8 |
| 2016/17 | New York      | 74   | 74   | 34,3 | 43,3% | 35,9% | 83,3% | 5,9 | 2,9 | 0,8 | 0,5 | 22,4 |
| 2017/18 | Oklahoma City | 78   | 78   | 32,1 | 40,4% | 35,7% | 76,7% | 5,8 | 1,3 | 0,6 | 0,6 | 16,2 |
| 2018/19 | Houston       | 10   | 2    | 29,4 | 40,5% | 32,8% | 68,2% | 5,4 | 0,5 | 0,4 | 0,7 | 13,4 |
| 2019/20 | Portland      | 58   | 58   | 32,8 | 43,0% | 38,5% | 84,5% | 6,3 | 1,5 | 0,8 | 0,5 | 15,4 |
| 2020/21 | Portland      | 69   | 3    | 24,5 | 42,1% | 40,9% | 89,0% | 3,1 | 1,5 | 0,7 | 0,6 | 13,4 |
| 2021/22 | L.A. Lakers   | 69   | 3    | 26,0 | 44,1% | 37,5% | 83,0% | 4,2 | 1,0 | 0,7 | 0,8 | 13,3 |
| Razem   |               | 1260 | 1120 | 34,5 | 44,7% | 35,5% | 81,4% | 6,2 | 2,7 | 1,0 | 0,5 | 22,5 |

#### Play-offy
| Sezon | Drużyna       | M  | S5 | MPG  | FG%   | 3P%   | FT%   | RPG  | APG | SPG | BPG | PPG  |
| ----- | ------------- | -- | -- | ---- | ----- | ----- | ----- | ---- | --- | --- | --- | ---- |
| 2004  | Denver        | 4  | 4  | 35,8 | 32,8% | 18,2% | 80,0% | 8,3  | 2,8 | 1,3 | 0,0 | 15,0 |
| 2005  | Denver        | 5  | 5  | 36,0 | 42,2% | 0,0%  | 81,3% | 5,4  | 2,0 | 0,6 | 0,2 | 19,2 |
| 2006  | Denver        | 5  | 5  | 38,6 | 33,3% | 0,0%  | 75,0% | 6,6  | 2,8 | 0,8 | 0,2 | 21,0 |
| 2007  | Denver        | 5  | 5  | 42,0 | 48,0% | 50,0% | 79,5% | 8,6  | 1,2 | 1,0 | 0,0 | 26,8 |
| 2008  | Denver        | 4  | 4  | 36,5 | 36,4% | 25,0% | 82,8% | 9,5  | 2,0 | 0,5 | 0,3 | 22,5 |
| 2009  | Denver        | 16 | 16 | 38,3 | 45,3% | 36,4% | 82,6% | 5,8  | 4,1 | 1,8 | 0,6 | 27,2 |
| 2010  | Denver        | 6  | 6  | 42,3 | 46,4% | 31,6% | 87,7% | 8,5  | 3,3 | 2,0 | 0,5 | 30,7 |
| 2011  | New York      | 4  | 4  | 39,0 | 37,5% | 34,6% | 85,3% | 10,3 | 4,8 | 1,3 | 0,8 | 26,0 |
| 2012  | New York      | 5  | 5  | 40,8 | 41,9% | 22,2% | 75,6% | 8,2  | 2,2 | 1,2 | 0,2 | 27,8 |
| 2013  | New York      | 12 | 12 | 40,1 | 40,6% | 29,8% | 88,5% | 6,6  | 1,6 | 1,1 | 0,2 | 28,8 |
| 2018  | Oklahoma City | 6  | 6  | 32,3 | 37,5% | 21,4% | 73,3% | 5,7  | 0,3 | 1,7 | 0,7 | 11,8 |
| 2020  | Portland      | 5  | 5  | 35,2 | 41,2% | 42,1% | 85,7% | 5,0  | 2,0 | 1,0 | 0,4 | 15,2 |
| 2021  | Portland      | 6  | 0  | 23,8 | 41,7% | 37,8% | 90,9% | 3,2  | 1,5 | 0,3 | 0,2 | 12,3 |
| Razem |               | 83 | 77 | 37,3 | 41,4% | 32,4% | 82,6% | 6,7  | 2,5 | 1,2 | 0,3 | 23,1 |

### Reprezentacja
| Sezon | Drużyna              | M | S5 | MPG  | FG%   | 3P%   | FT%   | RPG | APG | SPG | BPG | PPG  |
| ----- | -------------------- | - | -- | ---- | ----- | ----- | ----- | --- | --- | --- | --- | ---- |
| 2004  | Igrzyska olimpijskie | 7 | 0  | 6,7  | 25,0% | 18,2% | 50,0% | 1,6 | 0,0 | 0,3 | 0,0 | 2,4  |
| 2006  | Mistrzostwa Świata   | 9 | 0  | 24,0 | 50,4% | 44,0% | 63,0% | 3,7 | 1,6 | 1,9 | 0,0 | 19,9 |
| 2007  | FIBA Americas        | 9 | 0  | 19,4 | 61,3% | 57,8% | 71,4% | 5,2 | 1,4 | 0,7 | 0,3 | 21,2 |
| 2008  | Igrzyska olimpijskie | 8 | 0  | 19,1 | 42,2% | 37,8% | 82,8% | 4,3 | 0,4 | 1,0 | 0,3 | 11,5 |
| 2012  | Igrzyska olimpijskie | 8 | 0  | 17,8 | 53,5% | 50,0% | 78,9% | 4,8 | 1,3 | 0,5 | 0,0 | 16,3 |
| 2016  | Igrzyska olimpijskie | 8 |    | 23,3 | 39,3% | 40,0% | 61,9% | 5,3 | 2,3 | 0,6 | 0,3 | 12,1 |